# Solanum calileguae
Solanum calileguae är en potatisväxtart som beskrevs av Cabrera. Solanum calileguae ingår i släktet skattor som ingår i familjen potatisväxter. Inga underarter finns listade i Catalogue of Life.